# Margaret Edwards
Margaret Edwards, nach Heirat Margaret Wilding (* 28. März 1939) ist eine ehemalige britische Schwimmerin. Sie gewann eine olympische Bronzemedaille und eine Silbermedaille bei Europameisterschaften. Bei Commonwealth Games erhielt sie je eine Gold- und Silbermedaille.

## Karriere
Margaret Edwards trat für den Heston Swimming Club in London an. Ihre Spezialdisziplin war das Rückenschwimmen.
Bei den Olympischen Spielen 1956 in Melbourne erreichten alle drei Britinnen das Finale über 100 Meter Rücken. Judy Grinham gewann die Goldmedaille in 1:12,9 Minuten vor der zeitgleichen Carin Cone aus den Vereinigten Staaten. In 1:13,1 Minuten wurde Margaret Edwards Dritte mit 0,3 Sekunden Vorsprung vor der Deutschen Helga Schmidt. Die dritte Britin Julie Hoyle erreichte den sechsten Platz.
Im Juli 1958 bei den British Empire and Commonwealth Games 1958 in Cardiff wurden die Wettbewerbe nicht auf metrischen Strecken, sondern auf Yards-Distanzen ausgetragen. Über 110 Yards Rücken gewann Grinham vor Edwards. In der erstmals ausgetragenen 4-mal-110-Yards-Lagenstaffel siegte das englische Quartett mit Margaret Edwards, Anita Lonsbrough, Jean Oldroyd und Anne Marshall vor den Australierinnen. Einen Monat später bei den Europameisterschaften 1958 in Budapest gewann Grinham über 100 Meter Rücken vor Margaret Edwards. Edwards hatte eine Sekunde Vorsprung vor der drittplatzierten Larissa Wiktorowa aus der Sowjetunion.